# Akira Yoshino
Akira Yoshino (em japonês:  吉野 彰; Osaka, 30 de janeiro de 1948) é um químico japonês.  Recebeu o Nobel de Química de 2019, juntamente com John Bannister Goodenough e Michael Stanley Whittingham, pelo desenvolvimento das baterias de ions de lítio.
É membro da corporação Asahi Kasei e professor da Universidade Meijo.

## Reconhecimentos
- 2012 : Medalha por Tecnologias Ambientais e de Segurança IEEE da IEEE (Estados Unidos)[3]
- 2014 : Prêmio Charles Stark Draper (Estados Unidos)[4]
- 2018 : Prêmio Japão[5]
- 2019 : Nobel de Química[2]